# کالاوان
کالاوان (به ارمنی: Կալավան) یک شهر در ارمنستان است که در استان گغارکونیک واقع شده‌است. کالاوان در ۱۰۱ کیلومتری شمال گاوار، مرکز استان گغارکونیک واقع شده‌است.

## خصوصیات
کالاوان ۱۷۰ نفر جمعیت دارد و در ارتفاع ۱۶۰۰ متر بالاتر از سطح دریا قرار گرفته‌است.
| سال   | ۱۸۹۷ | ۱۹۲۶ | ۱۹۳۹ | ۱۹۵۹ | ۱۹۷۰ | ۱۹۷۹ | ۱۹۸۹ | ۲۰۰۱ | ۲۰۰۴ |
| جمعیت | ۱۶۱  | ۲۱۶  | ۲۹۵  | ۳۴۳  | ۷۱۲  | ۷۲۰  | ۷۰   | ۱۷۰  | ۱۰۰  |